# Кью (Новый Южный Уэльс)
Кью (англ. Kew, произносится [kjuː]) —небольшой город на севере Нового Южного Уэльса, Австралия.

## Расположение
Город расположен на пересечении Нэнси-Бёрд Уолтон Драйв и Оушен Драйв, дороги, ведущей в более крупный город Лориетон. 
Проблемы с пробками на этом участке дороги привели к строительству новой четырёхполосной объездной дороги к востоку от города. Строительство началось в ноябре 2007 года и было завершено в декабре 2009 года.

## Инфраструктура
В Кью есть информационный центр для посетителей, паб, почтовое отделение, мотель,  и универмаг. Одной из достопримечательностей города является Большой Топор. 
Кью обслуживается несколькими ежедневными автобусными маршрутами, а также тремя поездами NSW TrainLink на станции города Кендалл.

## Население
Согласно переписи населения 2016 года, в Кью проживало 1089 человек. 77,9% из них родились в Австралии, а 87,1% говорили дома только на английском языке. Наиболее распространёнными ответами относительно вероисповедания были: англиканство — 29,3%, отсутствие религии — 23,2% и католицизм — 19,4%.

## Известные уроженцы
- Нэнси-Бёрд Уолтон (1915 – 2009), пионер австралийской авиации. Самая молодая женщина в истории Британской империи, получившая лицензию пилота. В её честь назван аэропорт Западного Сиднея[4].